# Munkvolstrup
Munkvolstrup (dansk) eller Munkwolstrup (tysk) er en landsby beliggende lidt syd for Flensborg i Lusangel, Sydslesvig. Administrativt hører landsbyen under Oversø Kommune i Slesvig-Flensborg kreds i den nordtyske delstat Slesvig-Holsten. Munkvolstrup var en selvstændig kommune indtil marts 1974, hvor Munkvolstrup, Barderup og Sankelmark blev sammenlagt i Sankelmark Kommune, i marts 2008 blev Munkvolstrup endelig indlemmet i Oversø Kommune. I den danske periode hørte landsbyen under Oversø Sogn (Ugle Herred, Flensborg Amt, Slesvig). Stednavnet er første gang dokumenteret 1352. Landsbyen have tidligere tilhørt munkene i Ryd Kloster og blev til forskel fra nabobyen Lille Volstrup kaldt Munkvolstrup. Selve navnet Volstrup henføres til gammeldansk val for vælsk.
Landsbyen ligger i et typisk morænelandskab på grænsen til den mere sandede gest. Tæt ved Hærvejen i landsbyen ligger Arnkielparken, et arkæologisk område som er Nordeuropas største rekonstruerede historiske begravelsesplads. Mod sydvest ligger den naturskønne Sankelmark Sø.